# Бугска казашка войска
Бугската казашка войска (на руски: Бугское казачье войско) е казашка военна част в Руската империя, съществувала на територията на Украйна през 1769-1817 година.
Формированието възниква на основата на османски отряд, съставен от християни – некрасовци, сърби, власи, българи и други – който по време на Руско-турската война от 1768-1774 година преминава на страната на Русия. Попълвана по време на войната с украинци, след нейния край частта е разположена на левия бряг на река Южен Буг, която става граница между Руската и Османската империя. Най-голямото (предимно българско) селище в земите на бугските казаци е Олшанка.
През 1797 година войската е разпусната, но през 1803 година е възстановена. Получава правото да се попълва с преселници от Балканите. През 1817 година Бугската казашка войска отново е разпусната, което предизвиква бунт, потушен от 10-хилядна армия. Селищата на бугските казаци получават статут на военни селища, а военните им формирования са преобразувани в 4 полка, образуващи Бугска уланска дивизия.